# 竹聯幫靜安會
竹聯幫靜安會，為台灣黑幫組織竹聯幫旗下近年新興發展的重要分支系統之一。該會據信是在第二任幫主「么么」黃少岑主導下，由竹聯幫各大堂口挑選精銳中堅份子所組成，成員多為20至30歲間的中生代幹部，被外界視為黃少岑的嫡系親衛力量，在幫內享有高度地位。靜安會的主要活動範圍集中於台灣北部地區，根據媒體估計，成員人數約達3000人。
靜安會成立初衷被外界普遍解讀為竹聯幫高層為制衡仁堂體系旗下逐漸擴張並失控的弘仁會等派系所設立，靜安會因涉及多起暴力討債、毒品、詐騙與八大行業等相關刑事案件，頻頻成為警方查緝對象，亦廣受社會關注。

## 背景
據媒體報導，靜安會約於2020年間秘密成立，由時任竹聯幫幫主「么么」黃少岑一手策劃，親自網羅來自忠堂、和堂、平堂、東堂與風堂等多個竹聯幫堂口的中生代幹部，成立一支具軍事性質的特別行動小組。此組織編制具備高度向心力與紀律性，對黃少岑直接負責，並不透過各堂既有系統傳遞命令，因此亦被稱為黃少岑的「親衛軍」。由於靜安會行事極度低調、鮮少對外公開組織資訊，加上媒體初期掌握資料有限，曾一度誤植為「晉安會」，直至後續案情曝光與警方調查後方才釐清真實名稱。
靜安會成員常以「新安商會」為外部活動名義掩護，業務範圍涵蓋地下博弈、毒品交易、詐騙集團、酒店圍事等八大行業。幕後核心人物包括綽號「草莓」（出身平堂）與「金哥」（出身和堂），兩人皆為黃少岑生前的貼身親信。
2021年3月，因靜安會成員涉及多起暴力與恐嚇案件，開始受到媒體廣泛報導，使得靜安會逐漸浮出檯面，與弘仁會之間的鬥爭亦屢傳刑案衝突，形成竹聯幫內部明顯派系競爭的格局。
2025年2月，竹聯幫第二任幫主黃少岑病逝，遺留幫內權力真空。原屬其嫡系的靜安會公開支持愛堂領袖「扣頭」劉振南繼任幫主。然而，仁堂系統則力挺青堂領袖「四川」高世川，另有與統派關係密切的「白狼」張安樂表態支持地堂領袖「鍾馗」李宗奎。竹聯幫遂進入「三方爭位」的混亂局勢，內部派系分裂明顯。

## 相關犯罪事件
2021年，影星梁又南之子方璿在台北市大安區開設的餐酒館「Church Taipei」遭疑似靜安會成員砸店與當眾掌摑，原因據傳為店內消費糾紛與背景勢力衝突。事件曝光後引起社會譁然，靜安會因此受到媒體密集關注。
2023年，該年度警方破獲多起毒品走私、暴力討債與跨國詐騙案，追查後發現部分涉案主嫌與靜安會成員有所關聯，並進一步查緝該會在北台灣地區的據點與帳戶。
2025年，靜安會幹部「大天」涉及強押酒店小姐、持刀砍人等案件，觸犯妨害自由、傷害、恐嚇與毒品等多項罪嫌，刑事局出動專案小組逮捕共15人，部分被法院裁定羈押。同年發生松山區牙醫遭到靜安會成員暴力歐打案件，起因為地球村美語創辦人陳中義因資金短缺向私人借款，未果後由靜安會介入協調，引發恐嚇與暴力事件。